# Temo Sukanaivalu
Temo Sukanaivalu, né le 14 mai 1947 et mort à Nakasi le 9 juillet 2018, est un homme politique fidjien.

## Biographie
Il fait carrière dans la Royal Fiji Police Force, devenant à terme procureur au sein de la police. Il quitte ce métier lorsqu'il entre en politique, élu député à la Chambre des représentants avec l'étiquette du Parti de la fédération nationale (PFN) aux élections de 1982. Il est alors l'un des rares membres autochtones de ce parti principalement indo-fidjien. Il siège sur les bancs de l'opposition parlementaire durant la législature 1982-1987, mais est nommé ministre adjoint au Développement rural et à la Gestion des catastrophes naturelles lorsque le PFN remporte les élections de 1987 en coalition avec le Parti travailliste. C'est la première alternance politique dans l'histoire du pays, mais le gouvernement progressiste que mène Timoci Bavadra est renversé au bout d'un mois par un coup d'État militaire, le jour du 40e anniversaire du jeune ministre,.
Temo Sukanaivalu ne retourne jamais à la vie parlementaire, et devient propriétaire d'une entreprise de transport sur l'île de Vanua Balavu (en). Il est toutefois le vice-président du PFN de 1992 à 2013, puis à partir de 2017. Il meurt en 2018 à son domicile à Nakasi, dans la banlieue de Suva,.